# Berenhap
Een berenhap (ook wel berenpoot, berenklauw, gehaktbal speciaal of spoetnik genoemd) is een in plakken gesneden gehaktbal aan een satéprikker met daartussen een aantal uienringen. Soms wordt er naast ui ook gebruikgemaakt van ananas of paprika. Deze worden gefrituurd en in noordelijke delen van Nederland geserveerd met pindasaus. In Vlaanderen en zuidelijke delen van Nederland gebruikt men verscheidene soorten saus op de berenhap.
Berehap (zonder tussen-n) is een merknaam en de snack mag dus alleen door deze fabrikant als "berehap" of "berenhap" verkocht worden. Andere fabrikanten en eetgelegenheden noemen daarom de snack ook wel berenklauw (Noord-Nederland), gehaktbal speciaal (Noord-Brabant en deel van Limburg), spoetnik (deel van Limburg) of berenpoot (Vlaanderen).
Hoewel berehap een merknaam is, wordt de naam door de Nederlandse Taalunie inmiddels als soortnaam beschouwd en is berenhap opgenomen in de Woordenlijst Nederlandse Taal (het "Groene Boekje").